# Ovobulbus bokerella
Ovobulbus bokerella är en spindelart som beskrevs av Michael Ilmari Saaristo 2007. Ovobulbus bokerella ingår i släktet Ovobulbus och familjen dansspindlar. Inga underarter finns listade i Catalogue of Life.